# Paweł Sękowski
Paweł Sękowski (ur. 2 października 1985 w Lublinie) – polski historyk specjalizujący się w historii nowożytnej i najnowszej, doktor nauk humanistycznych, nauczyciel akademicki w Zakładzie Historii Polski Najnowszej Instytutu Historii Uniwersytetu Jagiellońskiego, od 2018 prezes Stowarzyszenia Kuźnica, od 2020 redaktor naczelny kwartalnika Zdanie.

## Życiorys

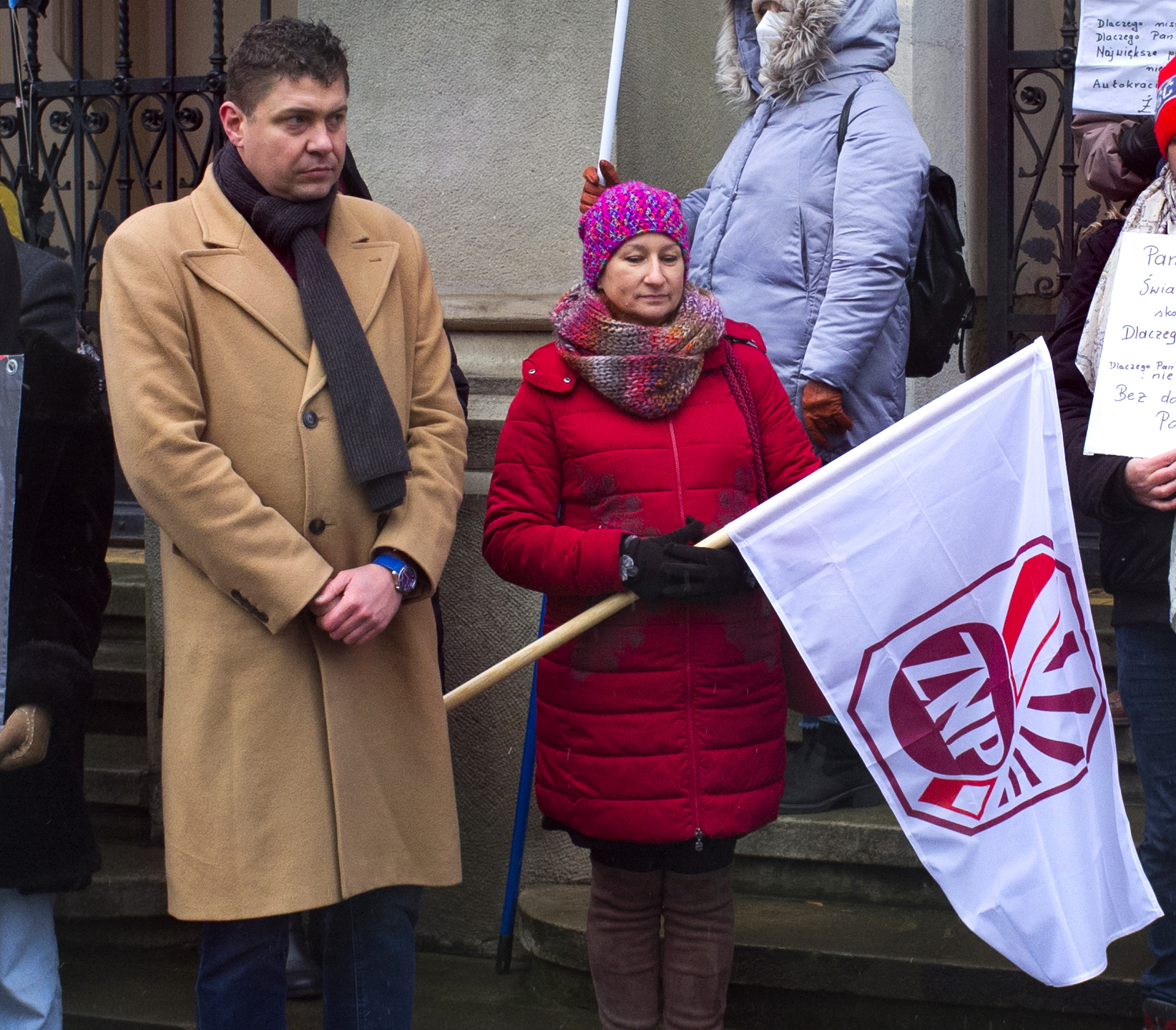
Paweł Sękowski (z lewej) i Małgorzata Michel (z flagą ZNP) podczas protestu za podwyżkami płac w szkolnictwie wyższym, grudzień 2021

W 2009 roku ukończył studia historyczne na Uniwersytecie Jagiellońskim. W latach 2007–2008 był stypendystą programu Socrates-Erasmus na Université Jean Moulin Lyon 3. W latach 2010–2012, jako doktorant, był stypendystą Rządu Republiki Francuskiej.
W 2015 roku uzyskał stopień doktora nauk humanistycznych na podstawie pracy Polacy we Francji w pierwszych latach po drugiej wojnie światowej (1944–1949) napisanej pod kierunkiem profesorów Wojciecha Rojka (UJ) i Oliviera Forcade (Sorbonne). Pracę tę w języku francuskim obronił również na Université Paris Sorbonne, uzyskując tam tytuł doktora historii nowożytnej i najnowszej (docteur en histoire moderne et contemporaine) z wyróżnieniem (ocena: très honorable avec félicitations du jury).
Następnie w 2015 był zatrudniony w projekcie badawczym realizowanym przez Université Paris Sorbonne. Od 2016 jest zatrudniony w Uniwersytecie Jagiellońskim. Jednocześnie kieruje projektem badawczym Narodowego Centrum Nauki Działalność Międzynarodowej Organizacji do spraw Uchodźców (International Refugee Organization) w powojennej Europie: Przykład akcji opiekuńczej wobec dipisów i uchodźców polskich w latach 1947–1951.
Wśród jego zainteresowań badawczych są historia społeczna i polityczna Polski i Francji w XX wieku, historia i socjologia imigracji oraz historia uchodźców. 
Jest członkiem Polskiego Towarzystwa Historycznego, Groupe interdisciplinaire de recherché Allemagne-France oraz Global Studies Research Network. Od 2019 jest członkiem Komisji do Badań Diaspory Polskiej Polskiej Akademii Umiejętności.
W 2018 został wybrany prezesem Stowarzyszenia Kuźnica, zastępując na tym stanowisku Andrzeja Kurza. Od 2018 działa również jako wiceprzewodniczący Związku Nauczycielstwa Polskiego w UJ. W 2020 został redaktorem naczelnym czasopisma Zdanie, zastępując na tym stanowisku Edwarda Chudzińskiego. W 2021 został wybrany na kolejną, trzyletnią kadencję na prezesa Stowarzyszenia Kuźnica.

## Wybrane publikacje
Monografie autorskie
- Polskie  Stronnictwo  Ludowe  w  Krakowie  i  powiecie krakowskim  w  latach 1945–1949, Warszawa, Instytut Pamięci Narodowej, 2011;
- Les  Polonais  en  France  au  lendemain  de  la  Seconde  Guerre  mondiale  (1944–1949). Histoire d’une intégration, Paris, Sorbonne Université Presses, 2019;
- Imigranci polscy we Francji 1939–1949, Instytut Pamięci Narodowej, 2023.

Redakcje
- Migrations, Migrants and Refugees in 19th–21st Centuries in the Interdisciplinary Approach: Selected Topics, pod red. Pawła Sękowskiego, Oliviera Forcade'a i Rainera Hudemanna, Kraków, Wydawnictwo Uniwersytetu Jagiellońskiego, 2019 (Prace Historyczne, 2019, nr 146, z. 3);
- Polska-Francja-Europa w XX wieku: Szkice z dziejów Polski, Francji i stosunków polsko-francuskich / Pologne-France-Europe au XXe siècle: Esquisses de l'histoire de la Pologne, de la France et des relations polono-françaises, pod red. Pawła Sękowskiego, Kraków, Wydawnictwo Uniwersytetu Jagiellońskiego, 2015 (Prace Historyczne, 2015, nr 142, z. 4).

Opracowano na podstawie materiału źródłowego.

## Odznaczenia
- Odznaka „Honoris Gratia” – 2024[10]

## Nagrody
- I  Nagroda  w  Konkursie  na  najlepszy  debiut  historyczny  roku  2009  im. Władysława Pobóg-Malinowskiego w kategorii prac magisterskich, zorganizowanym przez Instytut Historii Polskiej Akademii Nauk i Instytut Pamięci Narodowej (2010)[1];
- Wyróżnienie w Konkursie na najlepszy debiut historyczny roku 2015 im. Władysława Pobóg-Malinowskiego w kategorii rozpraw doktorskich, zorganizowanym przez Instytut Historii Polskiej Akademii Nauk i Instytut Pamięci Narodowej (2016)[1][11][12].